# Micrathena ornata
Micrathena ornata är en spindelart som beskrevs av Cândido Firmino de Mello-Leitão 1932. 
Micrathena ornata ingår i släktet Micrathena och familjen hjulspindlar. Inga underarter finns listade i Catalogue of Life.